# Путорайкина, Пелагея Антоновна
Пелагея Антоновна Путорайкина (1918—?) — советский работник промышленности, Герой Социалистического Труда.

## Биография
Родилась в 1918 году в селе Тулата Советской России, ныне Чарышского района Алтайского края в крестьянской семье.
В 1935—1946 годах Пелагея Путорайкина работала в Ново-Октябрьском совхозе, затем — в управлении «Дорстроя», позже — во второй дистанции пути железной дороги Рубцовка−Риддер на станции Защита (Восточно-Казахстанская область). С 1947 года работала в Усть-Каменогорском свинцово-цинковом комбинате имени В. И. Ленина (ныне компания «Казцинк»), сначала разнорабочей и маляром в строительном цехе, а с 1952 года — фильтр-прессовщицей. Пелагея Антонова считается ветераном Усть-Каменогорского комбината — она поступила на комбинат, когда он ещё строился и участвовала в его возведении. Мечтая о профессии металлурга, как только представилась возможность, она перешла в цех выщелачивания окиси и стала работать фильтровщицей.
Будучи человеком настойчивым и творческим, она выступала за механизацию производственных процессов и совершенствование технологии. Овладев многими приемами очистки растворов от примесей, стала квалифицированным специалистом. Её бригада постоянно улучшала качество раствора и повышала производительность труда, выполняя норму выработки на 105—107 процентов.
В ознаменование 50-летия Международного женского дня, за успехи, достигнутые в труде и общественной деятельности, Указом Президиума Верховного Совета СССР от 7 марта 1960 года бригадирe фильтр-прессовщиц Усть-Каменогорского свинцово-цинкового комбината Восточно-Казахстанского совнархоза Пелагее Антоновне Путорайкиной было присвоено звание Героя Социалистического Труда с вручением ордена Ленина и золотой медали «Серп и Молот».
Вместе с производственной, героиня занималась и общественной деятельностью — избиралась депутатом Усть-Каменогорского городского Совета депутатов трудящихся. Награждалась грамотами городского Совета депутатов трудящихся и комбината за высокие показатели в труде, заносилась на Доску почета комбината и получала благодарности. Также была награждена медалями.
В 1969 году вышла на пенсию. Находясь на пенсии, проживала в Усть-Каменогорске.
Дата её смерти неизвестна.